# 65 (số)
65 (sáu mươi lăm) là một số tự nhiên ngay sau 64 và ngay trước 66.